# آرن
آرن (به فرانسوی: Areines) یک کمون در فرانسه است که در canton of Vendôme-2 واقع شده‌است. آرن ۴٫۸۴ کیلومتر مربع مساحت دارد ۸۴ متر بالاتر از سطح دریا واقع شده‌است.